# Yacimiento paleontológico de Quibas
El yacimiento paleontológico de Quibas se encuentra al pie de una cantera abandonada en el extremo oriental de la sierra de Quibas, muy próximo a la población de Cañada de la Leña, en el término municipal de Abanilla (Región de Murcia, España). 
Se trata de una antigua cueva rellena de sedimento rico en fósiles de vertebrados e invertebrados de hace un millón de años (Calabriense, Pleistoceno Inferior). Representa un enclave único en Europa por su cronología, proclamándose como la única secuencia continua de vertebrados terrestres con una edad que va desde los 1 100 000 a los 900 000 años de este continente. Se trata de una cronología algo posterior a la de los yacimientos de Barranco León en Orce y Sima del Elefante en Atapuerca, donde han aparecido los restos humanos más antiguos de Europa Occidental
La riqueza y buen estado de conservación del registro fósil de este particular enclave, así como la importante diversidad faunística que alberga, permite avanzar en el conocimiento sobre los cambios climáticos y el contexto faunístico del lapso de tiempo que representa. 
Desde su descubrimiento en 1994, Quibas ha aportado restos fósiles de más de 80 especies, entre los que se incluyen grandes mamíferos como macacos, rinocerontes, tigres dientes de sable, linces ibéricos, lobos, zorros, tejones, ancestros de los licaones, jabalíes, cabras, bueyes almizcleros, bisontes, caballos, gamos y puercoespines. También hay una gran diversidad de pequeños mamíferos, aves, reptiles, anfibios, peces e invertebrados.  
Algunos de los restos encontrados en Quibas han servido para la descripción de especies nuevas para la ciencia, como el topillo Manchenomys orcensis y el lagarto sin patas Ophisaurus manchenioi. La presencia de este último en Abanilla certifica que el sureste de la península ibérica actuó como el último refugio de especies subtropicales de Europa. A lo largo de la secuencia del yacimiento, se han identificado hasta siete fases climáticas glaciares e interglaciares sucesivas

## Antecedentes históricos
A finales del año 1994, el Grupo cultural Paleontológico de Elche “Cidaris”,  recibió una serie de restos óseos fósiles que fueron descubiertos por casualidad por parte de unos excursionistas en una pequeña cantera abandonada en la sierra de Quibas. Se decidió así llevar a cabo una prospección en la zona, en la que participaron miembros de esta asociación, investigadores de la Universidad de Valencia, e investigadores del Museo Nacional de Ciencias Naturales (CSIC, Madrid), localizando el yacimiento. Los materiales recogidos de la superficie fueron estudiados y publicados a finales de los años noventa.
Debido a la indiscutible importancia del yacimiento de Quibas para el conocimiento del Pleistoceno Inferior, así como por su accesibilidad (se sitúa en torno a diversas canteras, facilitando su estudio), la Dirección General de Cultura de la comunidad autónoma de la Región de Murcia decidió catalogarlo en 2005 como Bien de Interés Cultural (BIC) bajo la denominación de zona arqueológica, incluido dentro de la Ley de Patrimonio Histórico de 1985. Este hecho impulsó el interés por avanzar en la investigación de este yacimiento desde diferentes perspectivas.
En el año 1999, este hallazgo se comunicó a la Dirección General de Cultura de la Región de Murcia, y un año después el Departamento de Química Agrícola, Geología y Edafología de la Universidad de Murcia solicitó un permiso de actuación paleontológica en el yacimiento, asumiendo la dirección el Dr. Miguel Ángel Mancheño, e iniciándose las primeras excavaciones sistemáticas. Junto con la mayoría de investigadores de la primera etapa y nuevas incorporaciones. En 2009, las excavaciones en el yacimiento quedaron paralizadas.

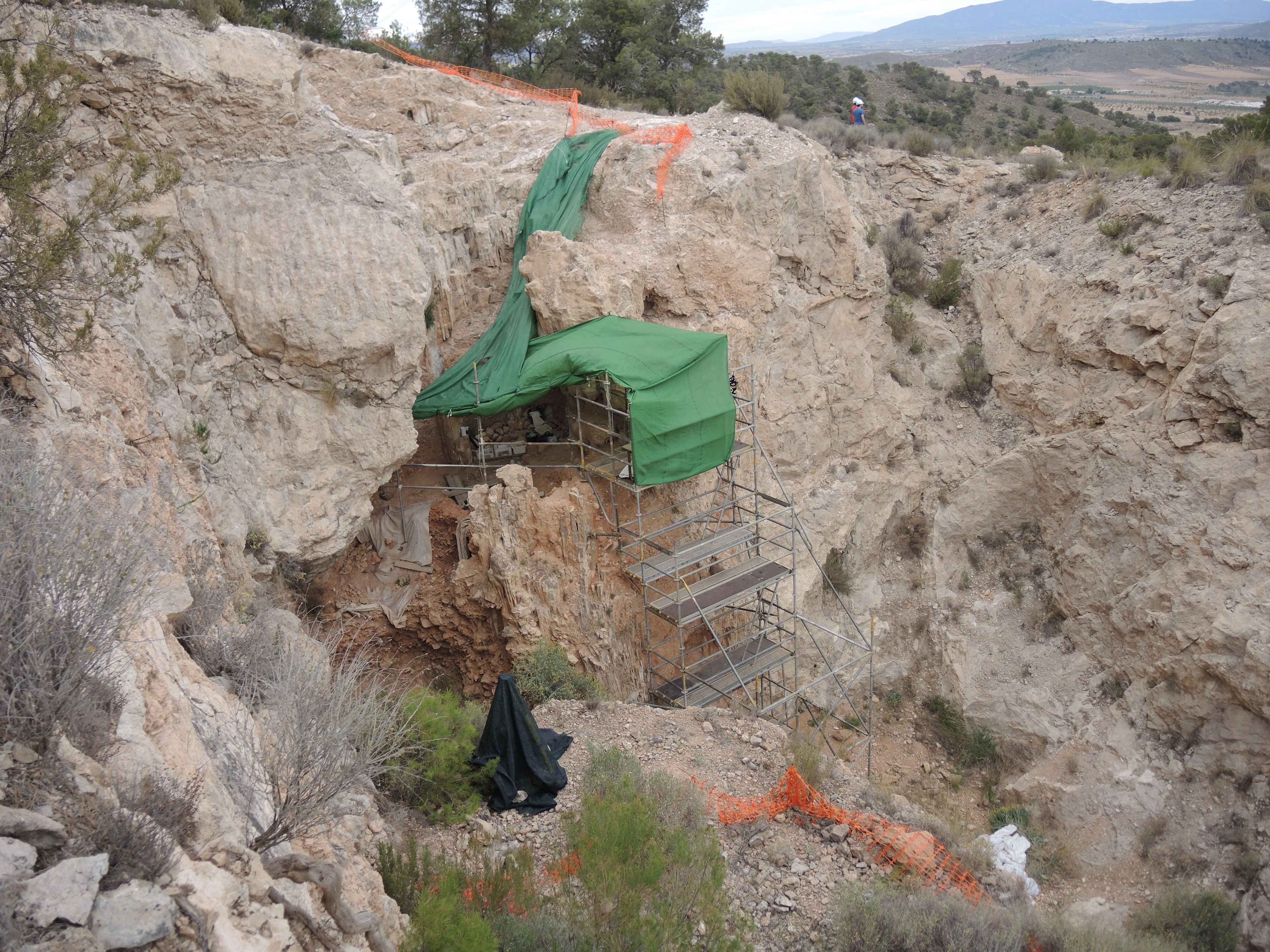
Vista del yacimiento de Quibas durante la campaña de excavación de 2023.

Tras cinco años de inactividad, en el año 2014 se llevó a cabo una valoración del estado del yacimiento para analizar sus posibilidades de estudio, dando así comienzo a una nueva etapa de trabajo que continúa en la actualidad con un equipo liderado por el Institut de Paleoecologia Humana i Evolució Social de Tarragona (IPHES-CERCA). En 2023, se firmó un acuerdo de colaboración entre el Ayuntamiento de Abanilla y el IPHES-CERCA para promover la investigación y socialización del yacimiento.

## Cronología y estratigrafía
El yacimiento de Quibas tiene una edad de entre 1,1 y 0,9 millones de años (final del Pleistoceno Inferior), representando la única secuencia continua de vertebrados terrestres de edad pre-Jaramillo a Jaramillo de Europa. Quibas, cuya cronología cubre el espacio de tiempo que discurre entre los yacimientos de Fuente Nueva 3 en Orce  y Sima del Elefante 9 en Atapuerca (1,2 millones de años aproximadamente), y los yacimientos de Cueva Victoria en Cartagena  y Gran Dolina TD4 en Atapuerca (0,9 millones de años aproximadamente), ofrece una oportunidad única para mejorar el conocimiento sobre los efectos de la transición del Pleistoceno Inferior al Medio al sur de la península ibérica. Precisamente, este es el momento en el que se asentaron los primeros humanos en la parte más occidental del continente europeo.
El yacimiento está formado por un complejo de galerías kársticas que en la actualidad aparecen colmatadas, principalmente de materiales detríticos cuaternarios del Pleistoceno Inferior. Dichos materiales constituyen un importante relleno formado a lo largo de sucesivas fases. El conjunto fue exhumado por la construcción de una cantera para la extracción de falsa ágata, que en la actualidad se encuentra abandonada. Esto permite observar una importante sección de las cavidades, así como las características de los depósitos presentes en ellas. El complejo kárstico está formado por dos estructuras principales que forman parte de la misma galería: Quibas-Sima y Quibas-Cueva.
Quibas-Sima comprende siete niveles distintos (QS-1 a QS-7). De acuerdo a correlaciones paleomagnéticas, QS-1 tiene una edad de entre 1,1 y 1,07 millones de años, QS-2 a QS-5 abarcan una cronología de entre 1,07 y 0,99 millones de años (subcrón Jaramillo), y QS-6 y QS-7 tienen una antigüedad de entre 0,99 y 0,9 millones de años. Los niveles que han ofrecido restos de grandes y pequeños vertebrados han sido los más antiguos (QS-1 a QS-4). En Quibas-Cueva se han distinguido seis niveles distintos (QC-1 a QC-6). Los niveles más bajos de Quibas-Cueva son equivalentes en edad a QS-1 (1,1–1,07 millones de años), mientras que QC-6 es de edad Jaramillo.

## Taxones identificados
Desde su descubrimiento en 1994, el yacimiento paleontológico de Quibas ha proporcionado restos fósiles de más de 80 especies de vertebrados e invertebrados, entre los que se incluyen mamíferos, anfibios, reptiles, aves, gasterópodos y miriápodos. 

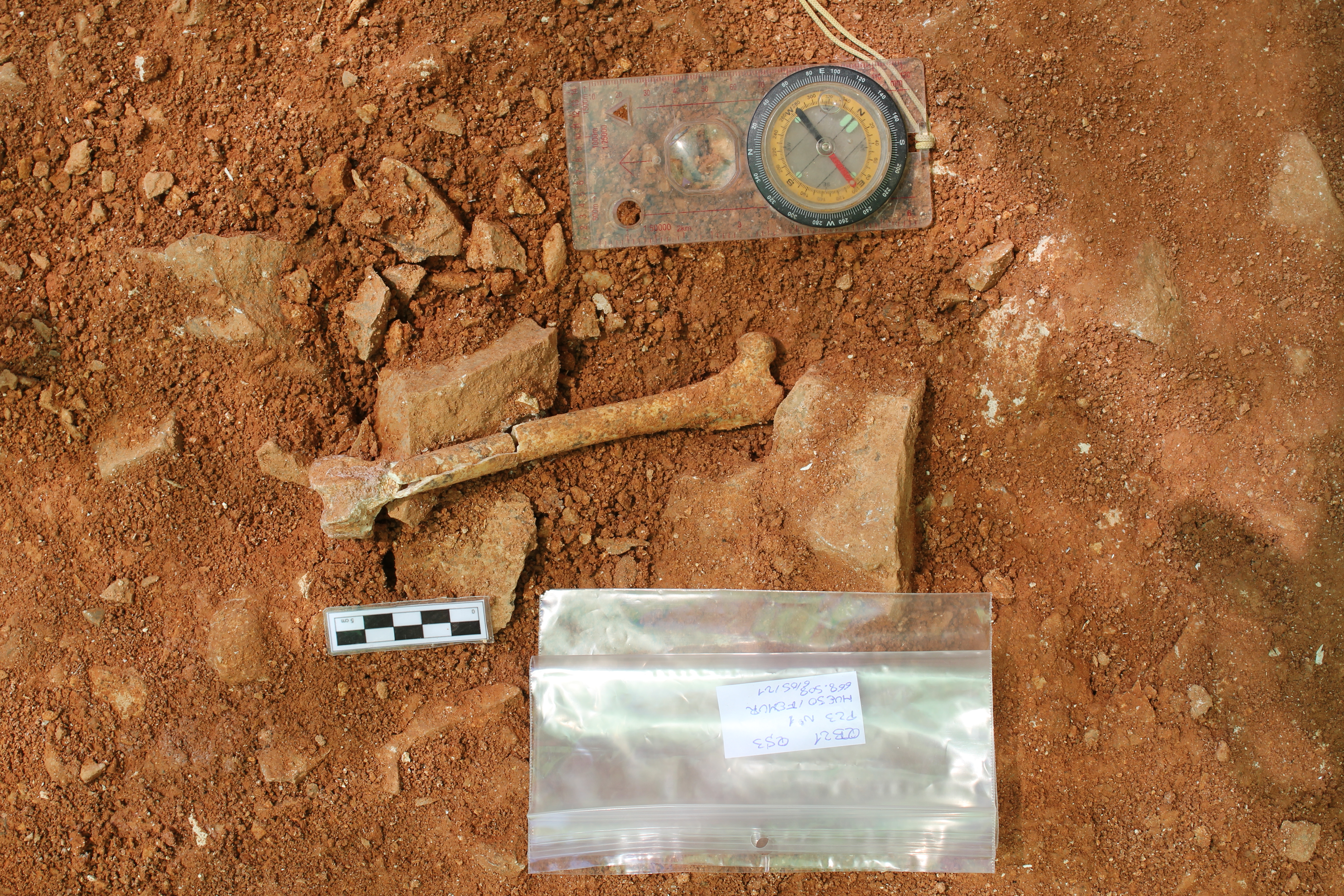
Fémur de lince ibérico de hace un millón de años hallado en el yacimiento de Quibas.

### Mamíferos
En Quibas se registran hasta 37 taxones distintos de grandes y pequeños mamíferos. Entre los grandes herbívoros se cuenta con el caprino de origen asiático Capra alba, el gamo Dama cf. vallonnetensis, el bisonte Bison cf. voigtstedtensis y el cerdo Sus sp. Es de destacar la presencia del ancestro del buey almizclero actual, Praeovibos mediterraneus, pues de Quibas procede la mayor colección de fósiles de este animal hallados en el Pleistoceno Inferior. También aparece el rinoceronte etrusco (Stephanorhinus etruscus), y los caballos Equus altidens y Equus suessenbornensis.
Es interesante la presencia del macaco de berbería Macaca sylvanus, especie escasa en el registro fósil peninsular, y sin embargo muy abundante en Quibas. De hecho, se trata del yacimiento que más cantidad de restos de macaco de berbería ha ofrecido de toda Europa.
La lista de carnívoros que encontramos en Quibas incluye el tigre dientes de sable Megantereon sp., el zorro Vulpes alopecoides, el licaón Canis (Xenocyon) lycaonoides, el lobo extinto Canis mosbachensis, el gato montés Felis silvestris, el tejón Meles meles y un pequeño mustélido tipo turón. El lince ibérico es una de las especies emblemáticas de Quibas, ya que este yacimiento ha proporcionado el esqueleto más completo entre los más antiguos de Lynx pardinus recuperado hasta la fecha. Aunque este carnívoro es abundante en los yacimientos paleolíticos de la península ibérica, hasta ahora los restos recuperados de las poblaciones más antiguas son muy escasos.
La asociación de quirópteros en Quibas es amplia, contando con hasta once especies recuperadas de los diferentes niveles estratigráficos. Se han hallado restos de los murciélagos de herradura Rhinolophus euryale, Rhinolophus ferrumequinum y Rhinolophus hipposideros, los murciélagos ratoneros Myotis myotis y Myotis escalerai, el nóctulo pequeño Nyctalus leisleri (se trata del registro más antiguo de esta especie en la península ibérica), el murciélago rabudo Tadarida teniotis, el murciélago hortelano Eptesicus sp., el murciélago orejudo Plecotus sp., el murciélago común Pipistrellus sp., y el murciélago de cueva extinto del norte de África Miniopterus cf. horaceki.
La comunidad de roedores está formada por el puercoespín Hystrix refossa, el ratón de campo Apodemus sylvaticus, un ratón de pequeño tamaño Castillomys rivas, extinto hace unos 800 000 años, la ardilla voladora Hylopetes sp., y el topillo Manchenomys orcensis. Este último representa un género y especie que se ha descrito por primera vez en el yacimiento de Quibas. Se trata de un topillo extinto que también merodeó en Orce hace más de un millón de años junto a los primeros humanos de Europa.
La musaraña Crocidura kornfeldi, el erizo Erinaceus sp. y el musgaño Neomys sp. conforman la asociación de insectívoros. La presencia de Neomys en Quibas supone uno de los primeros registros de este insectívoro semiacuático conocido hasta el momento, tras evolucionar a partir de Asoriculus. Por último, en Quibas aparecen dos lagomorfos: el ancestro del conejo Oryctolagus cf. giberti, y la pica desaparecida Prolagus calpensis. Las picas o liebres silvadoras están actualmente extinguidas en Europa Occidental.

### Anfibios y reptiles
En Quibas se han registrado restos óseos de anfibios como el sapo verde, ahora extinto en Europa Occidental, y el sapillo moteado. Entre los reptiles aparecen las primeras tortugas mediterráneas de la península ibérica, los últimos agámidos de Europa, la culebrilla ciega, la salamanquesa, el lagarto ocelado, la lagartija colilarga, la culebra de escalera, la culebra bastarda, la víbora hocicuda, la culebra lisa meridional, y la culebra de collar. Destaca además la especie de lagarto sin patas endémica del yacimiento de Quibas Ophisaurus manchenioi, cuya aparición certifica que el sureste peninsular actuó como el último refugio de especies subtropicales de Europa

### Aves
Entre las aves registradas en Quibas destacan el quebrantahuesos y el ibis eremita, actualmente desaparecido en Europa. También aparece el águila real, el buitre negro, el mochuelo europeo, el cárabo común, el autillo europeo, la codorniz común, la paloma bravía, el cuco, el avión común, la bisbita común, el colirrojo tizón, la tarabilla africana, la collalba rubia, el carbonero común, el verderón europeo, el jilguero europeo, y córvidos.

### Peces
El yacimiento de Quibas, aunque de forma escasa, ha llegado a ofrecer vértebras de trucha común. Se trata de la presencia más al sur de esta especie en la península ibérica durante el Pleistoceno Inferior documentada hasta el momento. Estos restos habrían llegado hasta el yacimiento probablemente debido a la acción de algún depredador.

### Invertebrados
En el conjunto de los invertebrados aparecen gasterópodos y miriápodos, destacando el molusco Palaeoglandina montenati. Se citan también otros moluscos como Bythinella sp., Pomatias sulcatus, Pseudotachea splendida, Chondrina farinesii, Jaminia quadridens, Testacella haliotidea, Vitrina sp., Rumina decollata, Oxychilus mercadali, Trochoidea murcica, Iberus gualtieranus y Sphincterochila candidissima. Entre los artrópodos aparece el milpiés (Diplopoda) y la cochinilla de la humedad (Armadillidium sp.).

## Fases climáticas
Al comienzo del Pleistoceno, la Tierra entró en una dinámica glaciar e interglaciar en la que se alternaban ciclos fríos y secos con episodios cálidos y húmedos, alternancias ambientales que han sido responsables de continuos cambios en la fauna y la flora de gran parte del globo. Hace un millón de años, durante el momento de formación del yacimiento de Quibas, estos cambios climáticos estaban modulados por intervalos de unos 40 000 años, resultado de las variaciones en la inclinación del eje de la Tierra. 
En el yacimiento de Quibas se ha identificado una sucesión continua de hasta siete fases climáticas que tuvieron lugar entre hace 1 100 000 y 900 000 años. Las fases glaciares e interglaciares del Pleistoceno se conocen bien gracias a sondeos en los fondos oceánicos, donde hay un registro continuo de sedimentos que ha permitido reconstruir la historia climática de la Tierra de los últimos 3 millones de años. Por ello, los episodios climáticos del Pleistoceno se conocen como estadios isotópicos marinos. Sin embargo, en el continente estos cambios se registran de manera discontinua e incompleta. Además, no se sabe aún el alcance y la intensidad de cada uno de estos cambios climáticos en las diferentes regiones del planeta, o de qué forma pudieron afectar a la fauna y flora, incluyendo al ser humano. La excepcional sucesión climática del yacimiento de Quibas permite conocer de qué forma afectaron en el medio terrestre europeo los cambios climáticos que se sucedieron desde la fase MIS 33 hasta la fase MIS 27, donde se alternaron 4 episodios húmedos con 3 áridos
Los niveles en los que han aparecido restos fósiles de fauna del yacimiento se corresponden al interglaciar MIS 31 y al glaciar MIS 30. Se ha podido observar un importante cambio en la fauna que aparece en los distintos niveles de Quibas debido a este cambio ambiental, que implicó la desaparición progresiva de bosques. Esto es así porque en el sur de Europa, los episodios glaciares no implicaban tanto una disminución de las temperaturas generales como un aumento de la aridez con extensión de espacios abiertos. Al contrario ocurría durante las fases interglaciares, en las que aumentaban las precipitaciones y con ellas el desarrollo de masas forestales.